# Теологія

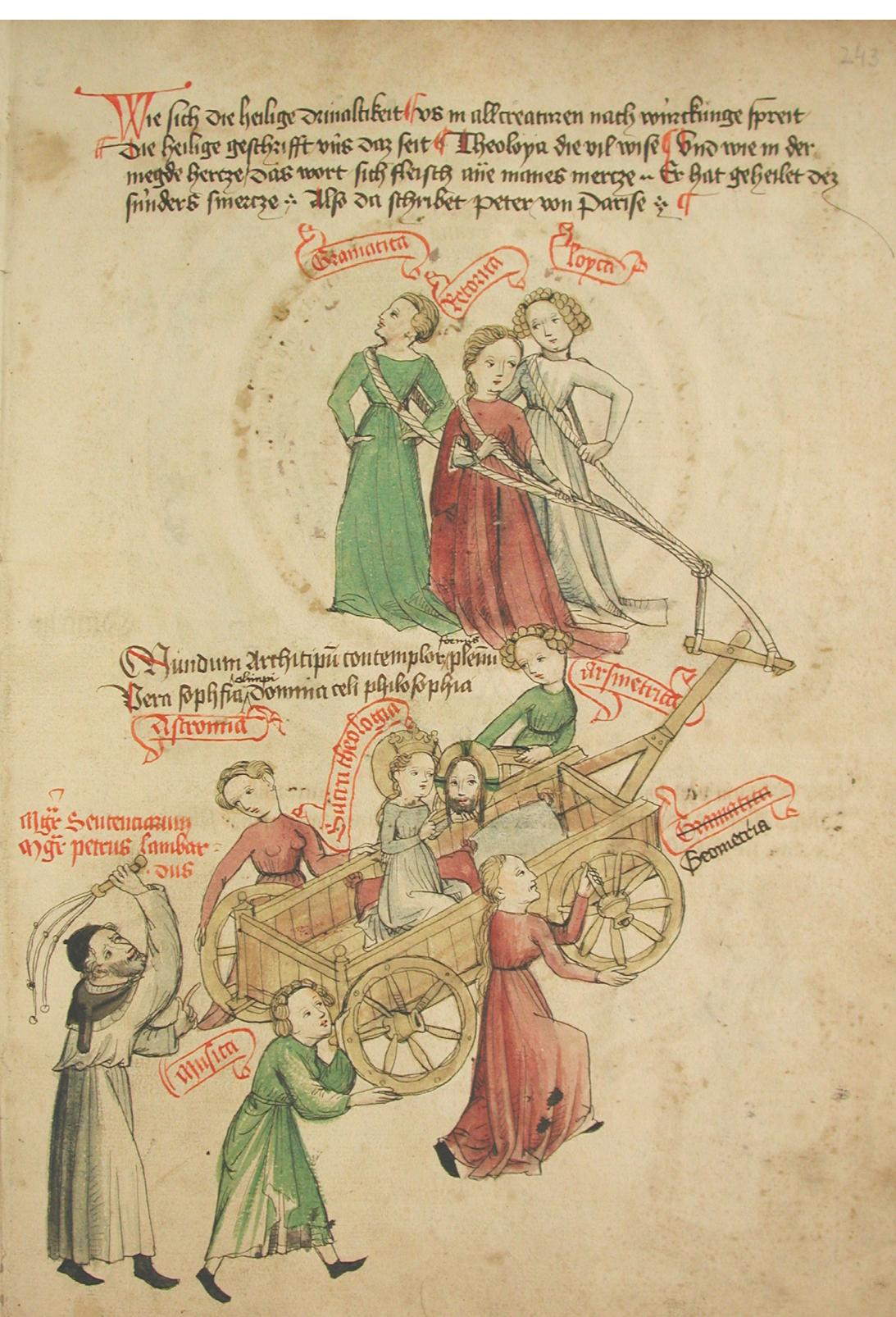
Сім вільних мистецтв (представлені у виді жінок) запряжені у пово́зку, в якій сидить Священна Теологія (в руках у неї голова Христа). Їх підганяє нагаєм мужчина, в якому впізнається Петро Ломбардський.

Богосло́в'я, богослі́в'я чи теоло́гія (лат. Theologia  від грец. Θεολογίά  із  Θεός «Бог» і -λογίά «наука» зі λόγος «слово») — вчення, предметом пізнання якого є Бог і все, що з ним пов'язано. Одним з основних методів теології з найдавніших часів і до нашого часу залишається дослідження і осмислення священних текстів відповідних віровчень, а також коментарів до них, які були зроблені відомими богословами в різні часи. Відповідно до існуючих віровчень про Суще у складі теології можна виділити юдейську, християнську, мусульманську, індуїстську, буддійську та інші теології. Представник теології, дослідник богослів'я, хто пише богословські твори — є теолог (богослов).

## Сутність терміна
Теологія тісно пов'язана з філософією, особливо, у тому випадку, коли Вічносущого розглядають, як вічну і єдину Істину (Софію), яка є предметом пошуків філософії. По суті богослів'я — це філософія, яка визнає існування Сущого, як унікальної Особи, на відміну від матеріалістичної філософії, яка намагається вивчати Суще як матерію, яка не має особистості. До епохи Відродження, теологія вважалася найвищою наукою (див. схоластика) але у епоху Відродження її висновки були піддані критиці. Повернення філософії до античних витоків, ідеї гуманізму, та антропоцентризму перенесли акценти суспільства зі світу потойбічного у світ дійсний.
У стародавній Греції цим словом позначали міфологічні перекази про богів, богословами називалися поети та письменники, котрі писали про мешканців Олімпу. Починаючи з Арістотеля (384—322 pp. до Р. .), цим словом називався розділ філософії — «перша філософія», якій викладається «вчення про божественне».
У християнському сприйнятті термін «богослів'я» може бути осмислений двояким чином. По-перше, як слово Бога про Самого Себе. Богослів'я вузькому розумінні — слово про Бога — стало можливим лише після зішестя на землю Сина Божого, Котрий відкрив нам істинне вчення про Бога. думку святителя Григорія Палами, Бог ради нас не тільки втілився, але й став богословом. Це слово Бога про Себе і про створений Ним світ складає зміст Божественного Об'явлення.
По-друге, загальноприйнятому значенні під богослів'ям розуміють вчення про Бога Церкви когось із богословів. Таким чином богослів'я є осмислення Божественного Об'явлення. давній Церкві сферою богослів'я було питання про Святу Трійцю.
Усі решта частини віровчення: про творення світу, про втілення Слова, про спасіння, про Церкву та Таїнства, про Другий Прихід Христа давні отці Церкви відносили до сфери ікономії. лише пізніше було прийнято розуміти під богослів'ям усе віровчення про Бога і Його домобудівництво, Його ставлення до світу та людини.
У Святому Письмі терміна богослів'я немає. У церковному вживанні воно вперше зустрічається в апостольських мужів 2. століття й означає тільки вчення Старого та Нового Завітів, пізніше Святі отці розуміли під ним усі християнські істини. XII ст. під богослів'ям стали розуміти особливий предмет, де систематично викладаються істини про Бога. Першим такому розумінні слово богослів'я вжив західний богослов Петро Абеляр (1079—1141).
У церковній історії тільки троє святих уподобились особливого наймення Богослов: св. апостол і євангеліст Іоан Богослов, св. Григорій Богослов (близько 330—390), св. Симеон Новий Богослов (942—1022). Св. апостол і євангеліст Іоан Богослов ясніше від інших євангелістів виклав учення про Святу Трійцю і Божество Сина Божого. Святий Григорій Назіазін ревно захищав і піднесено проповідував троїчний догмат, а преподобний Симеон оспівав поєднання людини Триєдиним Божеством.
Тепер богослів'я поділяється на ряд розділів: моральне, порівняльне, літургійне тощо.
Слово догмат — також грецьке. Воно походить від дієслова — «думати», «вірити», «розмірковувати» (минула форма цього дієслова означає: «вирішено», «визначено»). Догматами стародавні греки називали філософські положення, прийняті послідовниками певної школи як аксіоми. Ними іменували беззаперечні істини, що вже встановилися. Отже, догмат — це істина, що стала непорушним та незмінним законом, який повинен прийматися на віру. В такому значенні це слово вживали греки. Так, філософ Платон (427—347 pp. до Р. .) у праці «Держава» догматами називає закони прекрасного й справедливого, які необхідно прищепити дітям.
Цицерон іменує догматами безперечні філософські положення. Сенеки догмати — основи морального закону. часом цей термін став вживатися і для позначення постанов державної влади. У Ксенофонта словом «догмат» позначаються рішення або розпорядження, котрим безумовно повинні були підкорятися всі воєначальники, а слідом ними і всі підлеглі їм воїни, Геродіана — рішення або визначення римського сенату, котрим повинен був підкорятись увесь римський народ.
Як розпорядження громадянської влади це слово знаходимо й Біблії. Старому Завіті догмати — це царські укази (Дан. 2, 13; 3, 10; 6, 8-9; Естер. , 9), також розпорядження релігійного характеру (2 Мак. 10, 8; 15, ЗО, 36). В аналогічному розумінні цей вираз вживається і в Новому Завіті (Лк. 2, 1; Діян. 17, 7). У посланнях св. Павла даний термін набуває нового значення як синонім Закону Божого: «Господь … знищивши вченням рукописання (грец. догмати) на нас» (Кол. 2, 14). «Господь … спростив … закон заповідей ученням» (Ефес. 2, 15). Нарешті, у Книзі Діянь є місце, де слово догмати означає обов'язкові для всіх членів Церкви постанови: так, після Апостольського Собору апостоли Павло і Тимофій «передавали вірним дотримуватись визначення (грец. догмати), встановленого апостолами та пресвітерами в Єрусалимі» (Діян. 16, 4).
У післяапостольський час словом «догмати» називали всі істини, що стосувалися віри: як віроповчальні, так і моральні. Таке ж широке розуміння терміна зустрічається й святого Ігнатія Богоносця, Іустина Філософа, Климента Олександрійського, Оригена. Наприклад, святий Ігнатій Богоносець християнські догмати називає догматами Господніми, Василій Великий прямо називає їх Божественними. Починаючи IV—V ст. святі отці східної Церкви (напр., святий Кирило Єрусалимський, святий Григорій Нісський, святий Іоан Златоуст, Блаженний Феодорит та інші) почали розглядати окремо істини віровчення та заповіді.
Так, твердження, що Христос є способом життя для віруючих, св. Григорій Нісський (близько 335—394) поділив на дві частини — моральну й точного дотримання «догматів» — і на підтвердження посилається на слова Спасителя: «ідіть, і навчіть усі народи… навчаючи їх дотримуватися всього, що заповідав вам» (Мф. 28, 19-20).
Св. Кирило Єрусалимський (315—387) говорить: «Образ богошанування міститься в цих двох надбаннях — точному пізнанні догматів благочестя й добрих справах: догмати без добрих справ не слушні Богові; не допускає Він і справ, якщо вони засновані не на догматах благочестя. Бо хіба є користь знати вчення про Бога і безсоромно любодіяти».
Пізніше, як на Сході, так і на Заході, це слово майже не вживалося, і тільки наприкінці XVII ст. у протестантських школах з'являється дисципліна — догматичне богослів'я, або догматика.
Отже, догматичне богослів'я є предметом віроповчальних істин про Бога і Його ставлення до світу та людини.
Часто до найменування догматичне богослів'я приєднують ще й прикметник православне. Слово православ'я вперше зустрічається в християнських письменників II ст., коли з'являються перші формулювання вчень християнської Церкви (Климент Олександрійський (150—215)), і означає віру всієї Церкви на противагу помилковим та неістинним ученням єретиків — гетеродоксії. Пізніше слово православ'я означає сукупність догматів та постанов Церкви і визначається критерієм збереження незмінного вчення Ісуса Христа і апостолів та тим, як воно викладено Святому Писанні, Святому Переданні та давніх символах Вселенської Церкви. Назва православна залишається Східною Церквою.
Тому на всіх Вселенських Соборах святі отці Церкви постійно наголошували своїх соборних актах та правилах на збереженні чистоти й незмінної сутності саме православних догматів, православного віровчення, православної віри.
Християнська теологія охоплює в своїх межах:
- природу Бога
- відношення Бога зі всесвітом
- Боже провидіння щодо людини
- вчення Церкви

Існують різні традиції всередині римо-католицької, православної і протестантської спільнот, але типовими розділами теології є:
- Догматична теологія
- Історична теологія
- Пасторальна теологія
- Порівняльне теологія
- Моральна теологія
- Публічна теологія
- Апофатична теологія
- Катафатична теологія

## Завдання і метод богословського вчення
Богослів'я повинно служити єднанню людини з Богом, прилучати нас до Божественної вічності, але разом із тим богослів'я має історичні завдання.
Кожна епоха ставить перед церковною свідомістю свої проблеми, на які богослів'я покликане дати відповідь згідно православною традицією: питаннях віровчення, які стали причиною непорозумінь і розбіжностей в Церкві. Святі Отці, яких ми прославляємо як великих богословів, не були кабінетними вченими, що писали на будь-які богословські теми. Вони завжди богословствували «на злободенні» теми, з актуальних проблем, які хвилювали суспільство. Не випадково значна частина залишеного ними догматичного спадку становить різноманітні проповіді та слова, звернені до сучасників.
Богослів'я є свідченням про Божественну істину. Але істина ненависна «князям віку цього», тому обстоювання істини, змісту логосу -справа не зовсім безпечна. Нерідко вона пов'язана із муками сповідництва. Слід ознайомитись із боротьбою Православ'я, наприклад, Афанасія Олександрійського, Максима Сповідника, Федора Студита та інших, щоб відчути всю напругу та драматичність богословської боротьби в існуючому світі.
«Учити — справа велика, вчитися — справа безпечна». Тим, хто не має ще духовної кріпості для безпосереднього осягнення речей Божественних, не потрібно пориватися самостійно входити в дослідження таємниць богослів'я і довірятися доказам свого розуму, -пише святий Григорій Богослов, — щоб не втратити і того малого, що мають — початків віри . Духовним немовлятам потрібно годуватись «словесним молоком» Писання і вчення.
"Науковий" метод догматики полягає в тому, щоб систематизованому порядку розкрити основи православного віровчення, вказати основу догматів Божественному Одкровенні і принципові положення святоотцівської думки розглянутих догматичних питань.

## Теологія й академія
У теології дуже проблемні позиції в межах академії, що не є властивим ніякій іншій науковій дисципліні. Більшість університетів, заснованих до новітнього часу виросли з церковних шкіл і чернецьких інститутів Західної Європи протягом Високого Середньовіччя (наприклад, Болонський університет, Паризький університет та Оксфордський університет). Вони були засновані для навчання молодих людей службі церкві у теології та праві (часто у церковному чи канонічному праві). У цих університетах теологічне навчання не було доповнене теологічною практикою, включаючи проповідування, богослужіння та проведення меси. Старі університети все ще підтримують деякі з цих зв'язків (наприклад, маючи капели і капеланів) і, напевно, більше викладають теології, ніж інші заклади освіти.
Протягом Високого Середньовіччя теологія була тому обов'язковим предметом в університетах, що називалась «царицею наук», і слугувала основою тривіуму і квадривіуму, які, як вважається, вивчали молоді люди. Це означає, що інші предмети (включаючи філософію) існують перш за все задля допомоги теологічній думці.
З Просвітництвом університети почали змінюватись, навчаючи широкому спектру предметів, особливо у Німеччині, і з гуманістичного ракурсу. Теологія переставала бути базисним предметом і університети існували задля багатьох призначень, не тільки задля тренування духовенства для церков. Тому теологія стала незвичною і продовжила своє перебування лише як предмет підтримки конфесійної основи в інших світських установах. Проте, це не призводило до відмови від вивчення теології.
Врешті-решт, декілька видних коледжів/університетів США почали навчати християнських чиновників. Гарвард, Джорджтаунський університет, Бостонський коледж, Єльський університет, Принстон та Браунський університет — всі вони почали тренувати проповідників Біблії та теології. Проте, нині деякі з цих університетів викладають теологію у більше академічному, ніж пасторському ключі.
З лібералізацією християнської освіти, знамениті семінарії та біблійні коледжі продовжили виконувати початкову мету цих університетів. Чиказький теологічний союз, Спеціалізований теологічний союз у Берклі, Крейтонський університет Омахи, Саутбендський жіночий університет (Індіана), Санфранцизький університет, Крізвел коледж у Далласі, Південна семінарія у Луісвіллі, Богословська школа євангельської трійці у Дірфілді, Вітонський коледж і Спеціалізована школа у Вітоні, Далласька теологічна семінарія, Лондонська школа теології, так само, як і багато інших, впливають на вищу теологічну та філософську освіту досі.
Теологія загалом відрізняється від інших затверджених академічних дисциплін тим, що покриває подібний предметний матеріал (такий як інтелектуальна історія чи філософія). Багато дебатів було присвячено місцю теології в університеті чи в межах навчальних планів для вищих освітніх центрів, зосереджуючи увагу на тому, чи відповідають методи теології теоретичним та (більш загально) науковим вимогам чи, з іншого боку, вимагає необхідність віри для відповідних фахівців.
Поки теологія часто взаємодіє з і тяжіє до наступного, вона зазвичай поділяється на:
- Порівняльне релігієзнавство/Релігієзнавство
- Філософія релігії
- Історія релігії
- Психологія релігії
- Соціологія релігії
- Богослов'я любові

Кожна з цих дисциплін нормально включається у історичну та сучасну практику чи ідеї однієї або декількох релігійних традицій, використовуючи інтелектуальні інструменти та побудови, які не є поширеними у вивченні жодної з релігійних традицій їх представниками, але (зазвичай) вважаються нейтральними та секулярними.
Загалом, ідея аргументованої дискусії про Бога пропонує можливість широких інтелектуальних побудов чи набору інструментів для дослідження, порівняння і оцінки традицій. Поки що на думку більшості, теологія є полем дослідження, яке передбачає спеціальний світогляд віри.
В будь-якому випадку середньовічне богослів'я стало однією з основ для розвитку багатьох сучасних наук, зокрема суспільної філософії і глобалістики (ідеї граду Божого як основа для розвитку сучасного поняття суспільства, зокрема глобального).

## Віра і богослів'я
Бог Своєму Одкровенні перший виходить на зустріч людиною. З боку людини цьому передбачається вільний відгук віри та любові. Віра є дверима таїнства. Вона є умовою і основою богословської думки. Вірою Христос вселяється серця людей (Еф. , 17). Вірою набувається розум Христовий, здатний судити про речі божественні (1 Кор. 2, 12-16). «Вірою ми розуміємо, що віки Словом Божим збудовані» (Євр. 11,3),- пише апостол Павло. Віра дає можливість правильно мислити і досягати того, що недосяжне для розуму.
«Віра, — пише прот. В. Лосський, — не психологічний стан, не проста вірність, — вона онтологічний зв'язок (тобто зв'язок буття) між людиною і Богом, зв'язок внутрішньо об'єктивний, до якого готується оголошений і який дарується Богом вірному хрещенні і миропомазанні. Це дар, який відновлює (відбудовує) глибинну, істинну природу людини» [66, . 104]. « хрещенні, — говорить св. Іриней Ліонський, — ми отримуємо непорушний канон віри». Віра, дана нам як застава хрещення, динамічна. Вона може нас зростати, зменшуватись залежності від нашої готовності слідувати Христом. прохання учнів помножити їх віру Господь вимагав від них виконання євангельських заповідей дусі смирення (Лк. 17, 5-10). Перша заповідь — покаяння. Покаянням християнин приймає духовне введення сокровенне, і тоді « відчутті його народжується інша віра, яка не суперечить вірі першій, але стверджує віру. Допоки був поголос (тобто віра від почутого Слова Божого)», тепер — «споглядання речей Божественних».
Удосконалена віра сяє в душі від світла благодаті. Вона виявляється в прозрінні духовних очей, які бачать заховані в душі таємниці, невидиме і божественне багатство, сокровенне від очей синів плоті, яке відкривається тільки Святим Духом, як сказав Господь: «Якщо ви Мене любите, — Мої заповіді зберігайте! вблагаю Отця , — і Втішителя іншого дасть вам, щоб із вами повік перебував… Утішитель же, Дух Святий, що Його Отець пошле в Ім'я Моє, Той навчить вас усього, і пригадає вам усе, що вам говорив» (Ін. 14, 15-26).
До досконалих християн ранньої Церкви звернені слова святого Апостола Іоана Богослова: «А ви маєте помазання від Святого і знаєте все… А помазання, яке ви прийняли від Нього, — воно в вас залишається, і ви не потребуєте, щоб вас хто навчав. А що те помазання само вас навчає про все, — воно бо правдиве й нехибне, — то як вас навчило воно, тім перебувайте» (1 Ін, 2, 20-27). Вл. Лосський пояснює, що помазання (харизма) означає тут присутність Духа Святого. Отже, ніхто не може нас навчити істині, якщо в нас немає цієї присутності, яка відкриває нам всяке пізнання. Це ж підкреслює Блаженний Августин «Внутрішньому Вчителі»: « говорив до всіх. Одначе ті, яких не говорить внутрішнє помазання, ті, хто внутрішньо не навчений Духом Святим, завжди відходитимуть так і не навченими… Там, де немає Його помазання, зовнішні слова лише даремно вдаряють слух».

## Богослів'я як слово про Бога
Святий Іоан Дамаскін пише, що «не все стосовно Божества і Його Домобудівництва (Його планів, справ і дій світі) не можна виразити, але і не все можна виразити зрозуміло, не все непізнане, але і не все пізнане, тому, що одне значить пізнане, інше виражене словом, тобто одна справа говорити, друга — знати»).
Отже, Богові, по-перше, є щось абсолютно недосяжне для людини — Божественна Сутність, по-друге, є галузь збагненного, але не вираженого в слові, і по-третє, Богові є не тільки збагненне невиражене, але ще й виражене, хоча і зусиллями, доступних для нас словах. Про те, що Одкровення не завжди може бути виражене в слові, свідчить Писання. Апостол Павло, який був вознесений до третього неба і слухав невимовні «глаголи», після того розповів таке: «Чого око не бачило й вухо не чуло, і що на серце людині не впало, те Бог приготував був тим, хто любить Його!» (1 Кор. 2, 9).
Святий Ісаак Сірин пояснює, що апостол, якщо б і захотів описати, що він спостерігав і які слухав слова, то не міг би тому що бачив усе не тілесними очима, але духовними. Що розум сприймає тілесними почуттями, те їх безпосередньою допомогою може 'ясувати, що «чуттєво споглядає, або чує, або відчуває всередині себе сфері Духа, того, коли повертається до тіла, не здатний переказати, тільки усвідомлює, що бачив це; але як бачив, не може уявити собі ясно».
Людське слово — плід діяльності людського розуму. Якщо ж Бог -благоволить відвідати якогось подвижника віри, то останній, спілкуванні Богом, бере участь усім своїм єством (розумом, волею, відчуттями), але разом тим Божественна Реальність, до Якої він прилучається, переважає всю людину, тому числі і розум, тому Одкровення Бога залишається таємницею для розуму і своїх глибинах не може бути виражене в слові.
Коли Бог відвідує людину багатством Божественної благодаті та пишністю співглядання, тоді всяка людська думка припиняється. Святий Ісаак Сірин пише: «Як скоро розуму знадобиться відчути майбутнє блаженство, забуде він і самого себе, і все тутешнє, і не буде уже мати в собі руху до чогось»(тобто роздуми про що-небудь і молитва припиняються). «Тому, що святі в майбутньому віці, коли розум їх буде поглинений Духом, не молитвою моляться, але подивом втілюються слові, що їх веселить». « цю пору душа, упиваючись любов'ю Божою, бажає безумовно насолодитись славою Господа», вона достеменно знає, що живе Істинним Богом. Якщо цьому є ще сили в душі, то вона прагне до великої повноти богоспілкування, якщо дії Божі перевищують сили, то вона переповнюючись багатством осіянь, звертається до Бога: «Ослаби мені хвилі благодаті Твоєї».
«Можна з впевненістю сказати, що ніхто зі святих не став би шукати словесного вираження свого духовного досвіду і назавжди був би в мовчанні, цьому „таємничість майбутнього століття“, якщо б не стояло перед ним завдання навчити ближнього; якщо б любов не породжувала надії, що хоча б хто-небудь, хоча б одна душа почує слово і, прийнявши покаяння, буде врятована». Власне любов до Істини і до братів по вірі спонукала святих отців боротися проти «злоби єретиків» і досягати своєму вченні таких духовних висот і предметів, про які в інший час варто було б мовчати.

## Богослів'я і теорія. Ціль богослів'я
У висотах Божественного Одкровення людина бажає лише одного: безумовно перебувати спогляданні відкритої їй Божественної Реальності. Тоді не час для судження про духовні предмети. Тому Блаженний Діадох Фотикійський пише, що богословствувати можна лише тоді, коли маємо деяку середню міру «в збудженні духовному», коли розум людини ще здатний знаходити відповідні слова, той час, як «жадане осіяння духовне поповнює віру промовника».
Очевидно, що якщо людина зовсім не має осіяння духовного, але підкорена плоттю і пристрастями, то богословствувати їй забороняється. Святий Григорій Богослов пише: «Любомудрствувати про Бога можна не всім, тому що здатні до цього люди, які, випробовуючи себе, провели життя в спостереженнях, передусім очистили принаймні, очищають усе: і душу, і тіло. Для нечистого може бути небезпечно й доторкнутися до чистого, як для слабкого зору — до сонячного проміння». вищевказаних слів блаженного Діадоха випливає, що богослів'я займає деяке середнє місце між спостереженням Божественного і мисленням про нього. Богослів'я причетне до спостереження спогляданням досягнутого на вершинах молитовного подвигу, тому монах Євагрій говорить: «Богослов — той, хто має чисту молитву», водночас богослів'я вдається до роздумів про речі духовні" Богослів'я не може бути зведене до самої теорії. Воно використовує теоретичні роздуми, але не обмежується ними, тому що істинна мета богослів'я не в набутті суми знань про Бога, в тому, щоб привести нас до живого з Ним спілкування. Привести нас до тієї повноти бачення, де всяка думка і слово стають зайвими. Про цей стан Христос говорив учням у прощальній бесіді ними: «Так сумуєте й ви ось тепер, та побачу вас знову, — і серце ваше радітиме, і ніхто радости вашої вам не відійме! Ні про що ж того дня ви Мене не спитаєте» (Ін. 16, 22-23).

## Богослів'я, наука і філософія
Отці та вчителі Церкви не цурались і науки, охоче користувались тим, що було в ній споріднене християнською істиною, і нерідко, для доказів пояснень істин, звертались допомогою до діалектики, філософії, історії, природознавства та інших наук. Вони використовували наукові факти для підтвердження християнської істини, користувались мовою та методами сучасної їм філософії своїх богословських побудовах. Святитель Григорій Богослов суворо карав тих, хто виявляв неповагу до зовнішньої вченості, тих, хто бажав би всіх бачити подібними до себе невігласами. Він ставив заслугу святителю Василію Великому те, що той досконало володів діалектикою, допомогою якої легкістю заперечував філософські побудови противників християнства. На запитання, чи можна сумістити Православ'я із світським вченням, оптинський старець Нектарій розповів таке: «До мене колись прийшов чоловік, який ніяк не міг повірити в те, що був потоп. Тоді я розказав йому, що на найвищих горах піску знаходять раковини та інші залишки морського дна, та що свідчить геологія про потоп. Він зрозумів. Бачиш, як потрібна інколи вченість». Митрополит Московський Філарет писав, що «віра Христова не ворогує істинними знаннями, тому що не перебуває в союзі неосвіченістю». Істинна наука, яка вивчає світ, не може суперечити Біблії. Безумовно, багато в науці може залишатися неякісним і помилковим через обмеженість людського розуму і неточність наукових досліджень, тому ніяку наукову теорію Церква ніколи не обстоювала як свою. Визнаючи користь для християнина ознайомлення з наукою і філософією, які розширюють кругозір і роблять мислення більш дисциплінованим та гнучким, святі отці, однак, категорично заперечували можливість отримати точне знання про Бога тільки шляхом розмірковування. Вони відкидали філософію як метод релігійного пізнання. Святитель Григорій Палама писав: «нікому не заважаємо знайомитись із світською освітою, якщо він цього бажає, хіба що він прийняв монашеське життя. Але ми нікому не радимо віддаватися їй до кінця і цілковито забороняємо чекати від неї якої-небудь точності в пізнанні Божественного вчення про Бога». далі: «Отже, світських вчених філософів є дещо корисне, як в суміші меду і цикути, однак, потрібно дуже остерігатися тим, хто хоче виділити із суміші мед, бо разом медом можна випити і залишок смертоносний». Святитель Григорій Палама не заперечує значення природничих наук і навіть визнає їх відносну користь. Він бачить в них один із допоміжних засобів опосередковування (через видимий світ) знань про Бога як про Творця. Разом тим він заперечує релігійну філософію і науку як шлях богоспілкування. Вони «не тільки не можуть дати якогось учення про Бога, але й ведуть до спотворення і, більше того, можуть стати перепоною для богоспілкування, зробитись смертоносними». Таким чином, святитель Григорій відмежовує галузь богослів'я від змішування релігійною філософією та природним знанням про Бога. Його позиція в цьому питанні узгоджується Писанням. Апостол Павло попереджує, що між природничими філософськими знаннями і благодатним християнським віданням про Бога існує глибока прірва: «Стережіться, щоб ніхто вас не звів філософією та марною оманою Переданням людським, стихіями світу, не Христом, бо в Ньому тілесно живе вся повнота Божества. Маєте ви в Нім повноту…» (Кол. 2, 8–10).
Богослів'я базується на Одкровенні, філософія — на ряді відносних ідей або постулатів. Богослів'я виходить із фактів — Одкровення, повнота якого дана в Христі, тому що «багато разів і багатьма способами в давнину промовляв був Бог до отців через пророків, в останні ці дні промовляв Він до нас через Сина, що Його настановив Наслідника всього, що Ним і віки Він створив» (Євр. 1, 1–2). Філософія ж, що міркує про Бога, виходить не з фактів явлення Живого Бога, а із абстрактної ідеї Божества. Для філософів Бог — зручна для побудови філософської системи ідея. Для богослова ж, Бог є Той, Хто йому відкривається і Кого неможливо пізнати розсудливо поза Одкровенням.
Поняття про Бога у філософських системах є слабким відблиском втраченого в гріхопадінні знання про Бога, зовсім недостатнім і часом замутненим помилковими положеннями та думками. Синоди ці Торжества Православ'я (XI ст.) анафематствовані платоніки, ті, «хто вважає ідеї Платона реально існуючими», і ті, «хто віддається світським наукам не тільки для тренування (навчання), але і сприймає істину як суєтні думки філософів».

## Богослів'я в художній літературі
Сучасна українська християнська художня література представлена християнським письменником-богословом Василем Кредом, який створив християнсько-богословські твори: Віршований молитвослов, Віршоване Євангеліє, Віршована Біблія, поетична трагедія «Вселенський суд», поетичний щоденник «Київ-Єрусалим».